# 累积二烯烃

丙二烯，最简单的累积二烯烃。

累积二烯烃也称为“聚集二烯烃”或“连烯烃”是分子中含有一对相邻碳碳双键（即有一个碳原子通过两个双键与相邻两个碳原子连接）的一类二烯烃。分子中具有超过一对相邻碳碳双键（累积双键）的烯烃则称为“累积多烯烃”。
最简单的累积二烯烃是丙二烯。虽然丙二烯等累积二烯烃是稳定的，但大多数的累积二烯烃皆很不稳定。由它们与氯气等化学物质反应可见，累积二烯烃的活泼程度比一般的烯烃更强，与炔烃相近。因为累积二烯烃具有不稳定性，所以其存在与应用均不甚普遍，现主要用于立体化学方面的研究。
此类二烯烃中，C-C-C键角为180°，两个π键和四个取代基在空间上处于正交，中心碳原子为sp杂化。类似的正交π键出现在烯酮中。
特定的催化剂（如威尔金森催化剂）可使丙二烯的一个双键被还原，另一个不受影响。
|  |  |

累积二烯烃的合成方法有：
- 由偕二卤代环丙烷和有机锂化合物发生Skattebøl重排反应得到。
- 由末端炔烃与甲醛、溴化铜和碱反应得到。[2]
- 由某些二卤化物的脱卤化氢反应得到。[3]